# Qwest Tower
La Qwest Tower dont le nom est désormais CenturyLink Tower est un gratte-ciel de bureaux de 121 mètres de hauteur construit à Phoenix (Arizona) en 1989. L'immeuble fait partie du complexe appelé Phoenix Plaza comprenant notamment deux tours jumelles de 101 mètres de hauteur.
La surface de plancher de l'immeuble est de 54 346 m2 desservi par 12 ascenseurs.
En 2024 la Qwest Tower était le troisième plus haut immeuble de l'agglomération de Phoenix.
L'immeuble a été conçu par le cabinet d'architecte Langdon Wilson Architecture.

## Annexe